# کوین یانسنس
کوین یانسنس (هلندی: Kevin Janssens؛ زادهٔ ۲۱ اوت ۱۹۷۹) هنرپیشه اهل بلژیک است.
از فیلم‌ها یا برنامه‌های تلویزیونی که وی در آن نقش داشته‌است می‌توان به آردنس، بانسر و انتقام اشاره کرد.